# 鮫島盛
鮫島盛（日语：／ Sameshima Mori；？—1903年3月28日）日本企業家，出身於日本鹿兒島縣加世田鄉大浦（今鹿兒島縣南薩摩市大浦町）。父親鮫島純願是讀過蘭方醫學的薩摩藩醫生，大哥鮫島尚信是薩摩藩留英學生，回國曾任外務省外務大丞、少辦務使、特命全權公使、外務大輔等職，而二哥鮫島武之助則是留美學生，回國曾任東京外國語大學老師、駐義大利公使館書記官、第二次伊藤博文內閣時的首相秘書官與第三四次伊藤博文內閣時的書記官長。他們或多或少為其弟的生涯有所影響。
鮫島盛於1895年以陸軍省雇員身份來臺後解職，隨即在該年的5月13日，成為臺灣總督府內務部，土木課兼總督官房用度課的翻譯，並且負責處理總務工作。由於他在總督府工作時，得知即將要進行鐵路工程的情報，遂在工作約兩個月後的7月15日，便辭職自行創業，在淡水河旁的六館街成立鮫島商行，提供建材給官方的公共建設。除了煉瓦之外，鮫島商行也曾提供木材與石材，但前者因易與山區原住民起衝突，後者則因已有大倉組等業者在經營市場，故鮫島商行最後以煉瓦為其最主要的事業。
1903年（明治36年），3月28日不幸病逝，即葬在高雄打狗川東岸。鮫島盛染病去世後，其商行因兒子鮫島廣無意繼承，而由雇員後宮信太郎以五年薪水墊付資本所繼承。